# Vața de Sus
Vața de Sus é uma das 13 aldeias que formam a comuna de Vața de Jos, na Romênia, distrito de Hunedoara.

## História
As primeiras notícias dessa pequena aldeia datam de 1439, quando chamava-se de Felso-Vattya. Até 1918 pertenceu ao Império Austro-Húngaro.
Em 1910 tinha 632 habitantes; em 1992 só 415.

## Personalidades ligadas a Vața de Sus
- Arsenie Boca, (1910-1989), monge e teólogo da Igreja Ortodoxa Romena.